# Vis.35
Vis wz. 35 — польський напівавтоматичний пістолет, сконструйований у 1930 році Пьотром Вільневчицем і Яном Скшипіньським за участю Фелікса Модзелевського. У 1936 році його було введено в Військо Польське як штатну табельну зброю професійного складу.
Пістолет спочатку називався «WiS», що походить від перших літер прізвищ конструкторів (Wilniewczyc і Skrzypiński), але на прохання Департаменту озброєння його було змінено на «Vis» ( лат. сила )

## Історія

### У Війську Польському
Перший прототип був створений у 1930 році, а у 1936 році збройовий завод у Радомі розпочав серійне виробництво. Тоді ж пістолет був прийнятий на озброєння професійного штабу Війська Польського. До початку війни було випущено 49 400 пістолетів.

### У Вермахті
Після захоплення фабрикою німців у 1939 році виробництво пістолета 35(p) продовжувалося для Вермахту . Вироблений німцями Vis мав спрощену конструкцію порівняно з оригіналом з урахуванням власних вимог до масового виробництва. Пістолет випускався в кількох модифікаціях, які відрізнялися обробкою та деталями конструкції, але їх якість була загалом нижчою, ніж у довоєнних пістолетів Vis. Виробництво було поступово переміщено на завод Steyr в Австрії, але виробництво в Радомі не було припинено до знищення заводу наступаючими радянськими військами у 1944 році.

### У збройних силах України
Були помічені на озброєнні у 2024 році під час російського вторгнення в Україну.